# Witankowo
Witankowo (niem. Wittkow) – wieś w Polsce położona w województwie zachodniopomorskim, w powiecie wałeckim, w gminie Wałcz, między Piłą a Wałczem. Przez Witankowo przebiega droga krajowa nr 10 (Lubieszyn-Płońsk).
Wieś królewska Witkowo starostwa wałeckiego, pod koniec XVI wieku leżała w powiecie wałeckim województwa poznańskiego.
W latach 1975–1998 miejscowość administracyjnie należała do województwa pilskiego.
Wieś w średniowieczu była własnością zakonu templariuszy (od 1249), od początku XV wieku własność królewska, 1457 część Witankowa nadana niejakiemu Kukowi z Wałcza za zasługi w wojnie z Krzyżakami. Następnie wieś dzieliła losy Ziemi Wałeckiej (najbardziej na północny zachód wysunięty powiat I Rzeczypospolitej). Po okresie spustoszeń potopu szwedzkiego nadszedł okres pruskiej ekspansji i dominacji. Żyzne tereny ziemi wałeckiej zostały wykorzystane (mimo neutralności Polski) jako żywnościowa baza logistyczna dla prowadzących wojnę stron podczas wojny siedmioletniej. Od roku 1772 Witankowo podobnie jak i reszta powiatu wałeckiego znalazły się na obszarze administracji zaboru pruskiego. Od roku 1918 do lutego 1945 wieś znajdowała się na obszarze Niemiec.
Wieś posiada także 2 wydzielone części: Witankowo-Folwark oraz Witankowo-Kolonia.

## Demografia
- 1905 – 715 mieszkańców
- 1939 – 764 mieszkańców
- 2004 – 420 mieszkańców